# ويبستر (مسلسل)
ويبستر (بالإنجليزية: Webster)‏ هو مسلسل كوميديا موقف تم إنتاجه في الولايات المتحدة. بدأ عرضه في سنة 1983. عرض على هيئة الإذاعة الأمريكية. بلغ عدد مواسم المسلسل 6 مواسم، بلغ عدد حلقاته 150 حلقة، وتبلغ مدة الحلقة الواحدة 24-25 دقيقة. المسلسل من تأليف ستو سيلفر، تم بث المسلسل لأول مرة بتاريخ 16 سبتمبر 1983 بينما تم بث آخر حلقة منه بتاريخ 10 مارس 1989. من بطولة تشاد ألين وكورين نيميك.

## روابط خارجية
- ويبستر على موقع IMDb (الإنجليزية)
- ويبستر على موقع ميتاكريتيك (الإنجليزية)
- ويبستر على موقع روتن توميتوز (الإنجليزية)
- ويبستر على موقع كينوبويسك (الروسية)
- ويبستر على موقع قاعدة بيانات الفيلم (الإنجليزية)